# 高桥镇 (镇江市)
高桥镇，是中华人民共和国江苏省鎮江市丹徒区下辖的一个行政建制镇，该镇为镇江市在长江以北的唯一建制镇。

## 行政区划
高桥镇下辖以下地区：
高桥村、镇扬村、康泰村、京江村、安丰村和四方桥村。